# Bhuntar
Bhuntar là một thị xã và là một nagar panchayat của quận Kullu thuộc bang Himachal Pradesh, Ấn Độ.

## Nhân khẩu
Theo điều tra dân số năm 2001 của Ấn Độ, Bhuntar có dân số 4260 người. Phái nam chiếm 55% tổng số dân và phái nữ chiếm 45%. Bhuntar có tỷ lệ 80% biết đọc biết viết, cao hơn tỷ lệ trung bình toàn quốc là 59,5%: tỷ lệ cho phái nam là 84%, và tỷ lệ cho phái nữ là 76%. Tại Bhuntar, 11% dân số nhỏ hơn 6 tuổi.